# I nuovi centurioni
I nuovi centurioni (The New Centurions) è un film del 1972 diretto da Richard Fleischer.
L'autore del soggetto, Joseph Wambaugh, è lo stesso che ha scritto I chierichetti, romanzo di analogo argomento portato sullo schermo nel 1977 da Robert Aldrich con il titolo I ragazzi del coro.

## Trama
Una squadra di poliziotti è alle prese con la routine quotidiana tra la criminalità, la droga e la prostituzione. Il film delinea così una serie di caratteri inquadrandoli sia nello squallore delle strade di Los Angeles, sia tra i problemi della vita privata: dal vecchio Kilwinski, abbandonato dalla moglie e prossimo alla pensione, al giovane Roy, studente di legge che si mantiene agli studi lavorando in polizia, da Sergio, portoricano ex-malavitoso, a Guisley, che convive con un senso di colpa per aver ucciso una persona innocente.